# Osta (náutica)

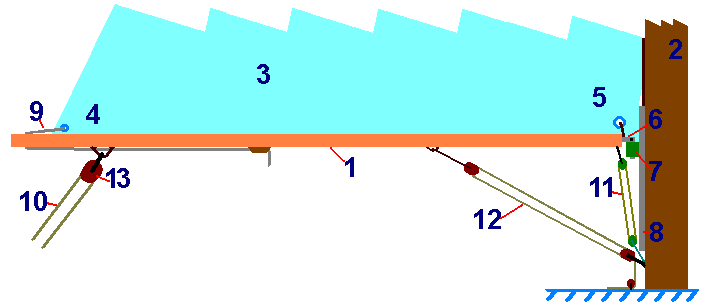
Esquema de botavara.
10. Osta (Braza)
11. Burro (Osta, Amura de mesana)
12. Cunningham

En náutica, la Osta es cada uno de los cabos que se encapillan en el pico de un cangrejo para sujetar éste en los balances, tesando uno a cada banda por medio de su aparejo. En los barcos latinos se ponen al tercio de la entena para sujetarla, sirviendo también de cargaderas a la vela.
La osta de los barcos latinos se llamaba en lo antiguo amantillo, según Luzuriaga.

## Descripción
Osta es también cada uno de los dos cabos dobles con motón y corona encapillada en la pena de la entena mayor cuando se arría. 
También se aplica en los jabeques y místicos a las entenas mayor y de trinquete.